# Indy Lights 2000
Indy Lights 2000 vanns av Scott Dixon.

## Delsegrare
| Datum        | Bana        | År              |
| ------------ | ----------- | --------------- |
| 16 april     | Long Beach  | Scott Dixon     |
| 5 juni       | Milwaukee   | Scott Dixon     |
| 18 juni      | Detroit     | Jonny Kane      |
| 25 juni      | Portland    | Jason Bright    |
| 22 juli      | Michigan    | Felipe Giaffone |
| 30 juli      | Chicago     | Scott Dixon     |
| 13 augusti   | Mid-Ohio    | Townsend Bell   |
| 3 september  | Vancouver   | Scott Dixon     |
| 10 september | Laguna Seca | Scott Dixon     |
| 17 september | Gateway     | Townsend Bell   |
| 1 oktober    | Houston     | Casey Mears     |
| 29 oktober   | Fontana     | Scott Dixon     |

## Slutställning
| Plats | Förare          | Poäng |
| ----- | --------------- | ----- |
| 1     | Scott Dixon     | 155   |
| 2     | Townsend Bell   | 146   |
| 3     | Casey Mears     | 141   |
| 4     | Felipe Giaffone | 118   |
| 5     | Tony Renna      | 105   |
| 6     | Jason Bright    | 91    |
| 7     | Jeff Simmons    | 88    |
| 8     | Mario Domínguez | 67    |
| 9     | Chris Menninga  | 61    |
| 10    | Jonny Kane      | 52    |